# Chufi García
José García Corral (Sevilla, Andalucía, España; 19 de enero de 1944), conocido como Chufi, es un exfutbolista español. Jugaba de defensa. 
Representó a España es los Juegos Olímpicos de México 1968.

## Clubes

### Como jugador
| Club            | País   | Año       |
| --------------- | ------ | --------- |
| Rayo Vallecano  | España | 1965-1968 |
| Calvo Sotelo CF | España | 1968-1971 |
| Villarreal      | España | 1971-1972 |
| Rayo Vallecano  | España | 1972-1974 |
| Burgos CF       | España | 1974-1975 |

### Como entrenador
| Club           | País   | Año       |
| -------------- | ------ | --------- |
| Rayo Vallecano | España | 1983-1984 |
| CD Móstoles    | España | 1999-2000 |

## Estadísticas

### Como jugador
ref.
| Rayo Vallecano · España                                                                               |               |               |     |    |    |   |   |     |     |   |
| 2.ª                                                                                                   | 1965-66       | 27            | 0   | 1  | 0  | - | - | 28  | 0   |   |
| 2.ª                                                                                                   | 1966-67       | 23            | 0   | 2  | 0  | - | - | 25  | 0   |   |
| 2.ª                                                                                                   | 1967-68       | 24            | 1   | 3  | 0  | - | - | 27  | 1   |   |
| 2.ª                                                                                                   | 1972-73       | 15            | 0   | 2  | 0  | - | - | 17  | 0   |   |
| 2.ª                                                                                                   | 1973-74       | 33            | 0   | 8  | 0  | 2 | 0 | 43  | 0   |   |
| Total club                                                                                            | Total club    | 122           | 1   | 16 | 0  | 2 | 0 | 140 | 1   |   |
| Calvo Sotelo CF · España                                                                              |               |               |     |    |    |   |   |     |     |   |
| 2.ª                                                                                                   | 1968-69       | 28            | 0   | 0  | 0  | - | - | 28  | 0   |   |
| 2.ª                                                                                                   | 1969-70       | 20            | 0   | 2  | 0  | - | - | 22  | 0   |   |
| 2.ª                                                                                                   | 1970-71       | 30            | 1   | 3  | 0  | - | - | 33  | 1   |   |
| Total club                                                                                            | Total club    | 78            | 1   | 5  | 0  | 0 | 0 | 83  | 1   |   |
| Villarreal · España                                                                                   |               |               |     |    |    |   |   |     |     |   |
| 2.ª                                                                                                   | 1971-72       | 29            | 0   | 2  | 0  | - | - | 31  | 0   |   |
| Total club                                                                                            | Total club    | 29            | 0   | 2  | 0  | 0 | 0 | 31  | 0   |   |
| Burgos CF · España                                                                                    |               |               |     |    |    |   |   |     |     |   |
| 2.ª                                                                                                   | 1974-75       | 10            | 0   | 1  | 0  | - | - | 11  | 0   |   |
| Total club                                                                                            | Total club    | 10            | 0   | 1  | 0  | 0 | 0 | 11  | 0   |   |
| Total carrera                                                                                         | Total carrera | Total carrera | 239 | 2  | 24 | 0 | 2 | 0   | 265 | 2 |
| (1) Incluye datos de la Copa del Generalísimo (2) Incluye datos de la promoción de permanencia en 2.° |               |               |     |    |    |   |   |     |     |   |

### Como entrenador
| Club           | País   | Año     | Partidos dirigidos | Partidos ganados | Partidos empatados | Partidos perdidos |
| -------------- | ------ | ------- | ------------------ | ---------------- | ------------------ | ----------------- |
| Rayo Vallecano | España | 1983-84 | 1                  | 0                | 1                  | 0                 |
| CD Móstoles    | España | 1999-00 | 11                 | 1                | 4                  | 6                 |
| Total          | Total  | 1983-00 | 12                 | 1                | 5                  | 6                 |